# Quirinal

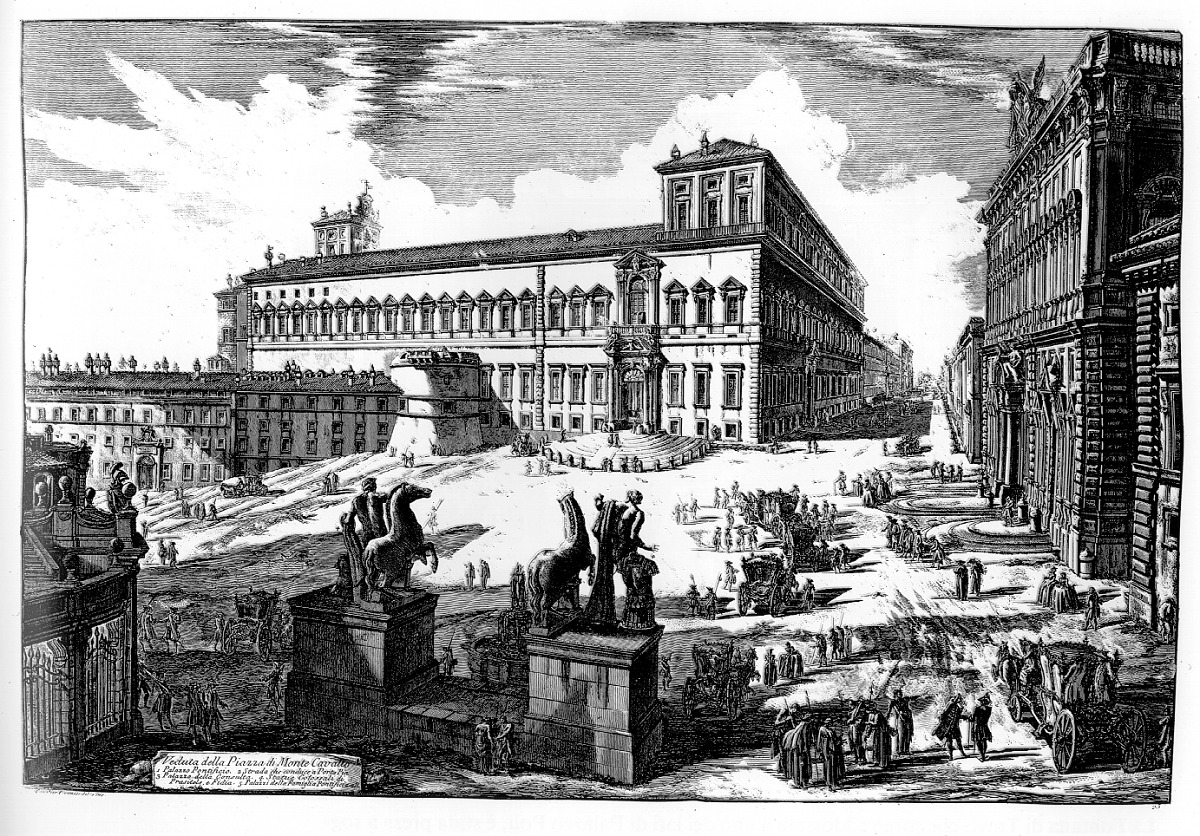
El Quirinal segons Piranesi (mitjan)

El Quirinal (en llatí: Quirinalis Collis, en italià: Quirinale) és un dels set turons de Roma. Actualment està situat al rione de Trevi.

## Descripció
El Quirinal era considerat un turó (collis) i no una muntanya (mons). Segons la descripció que en fa Varró, el Quirinal es dividia en quatre parts, de sud a nord: el Latiaris collis, el Mucialis collis, el Salutaris collis, i el Collis Quirinalis pròpiament dit. Era una franja de terra d'amplada irregular de dos quilòmetres de llargada amb el punt més alt a 61 metres, separada del Viminal per una vall. Hi havia una depressió força profunda entre el Capitoli i el Quirinal, que va ser aplanada durant la construcció del Fòrum de Trajà. Per indicar-ne l'alçada anterior s'hi va construir la columna de Trajà.
És el més septentrional dels turons, i deu el seu nom al fet que al seu cim hi havia un temple dedicat al déu Quirí. A més, s'hi trobaven també les termes de Dioclecià i de Constantí, avui en ruïnes, i els jardins de Sal·lusti. Segles més tard s'hi va construir la vil·la d'Hipòlit d'Este, que el papa Gregori XIII va convertir en el Palau del Quirinal. Des del 1948 residència del president de la República italiana. Una de les portes de la muralla Serviana s'anomenava Porta Quirinalis, situada al turó, just al nord del temple de Quirí.